# Polícia Federal (México)
A Polícia Federal Preventiva (PFP) foi uma corporação policial federal civil do México, criada em 13 de dezembro de 1998, para reprimir o crime organizado, mediante a fusão da Polícia Rodoviária e de Portos, da Polícia Fiscal e da Polícia Federal de Migração. Estava subordinada à Secretaria de Segurança Pública federal e tem como escopo assegurar uma eficiente prevenção dos delitos através da prestação de bons serviços de segurança pública. Em 2019, foi absorvida, juntamente com as polícias militares do Exército e da Marinha mexicanas, pela  Guarda Nacional e extinta em 1º de outubro de 2019.

## Missão
Prevenir e reprimir o crime no território mexicano em conformidade com a ordem jurídica, através de policiais qualificados e engajados em ações de inteligência com emprego de tecnologia avançada, privilegiando a participação cidadã e o respeito aos direitos das pessoas e instituições. 

## Objetivos estratégicos
-prevenir e reprimir a criminalidade para garantir a paz e a ordem publicas;
-combater a corrupção, depurar e dignificar a corporação policial;
-incentivar a profissionalização dos integrantes da instituição policial;
-melhorar a percepção cidadã da missão institucional;
-promover a participação da sociedade na prevenção dos crimes;
-firmar-se como instituição policial mais importante do país, na sua competência;
-fortalecer a sua estrutura orgânica e funcional;
-administrar com eficiência os recursos disponíveis;
-aumentar e fortalecer o desdobramento operacional a nível nacional;
-fortalecer as atividades de inteligência;
-incrementar os mecanismos de coordenação interinstitucional com as três esferas governamentais;
-atualizar a estrutura jurídica;
-desenvolver e modernizar a infraestrutura tecnológica.

## Estratégia
A Polícia Federal Preventiva se propunha traçar a estratégia geral contra o crime organizado e a delinquência no México, prevenindo os delitos federais e da competência da justiça comum, constituindo-se numa instituição de excelência capaz de auxiliar as polícias locais e ministérios públicos na investigação dos crimes de grande repercussão social, apoiando-se nos seguintes pilares:
- Adequação à estrutura legal para combater o crime organizado;
- Estabelecimento de um Sistema Nacional de Segurança Pública;
- Avaliação e ajuste permanente da estratégia para o controle das drogas.

Outras providências para reforço na guerra contra o narcotráfico foram tomadas, como a duplicação do efetivo policial através de uma campanha de recrutamento na comunidade universitária.

## Formação profissional

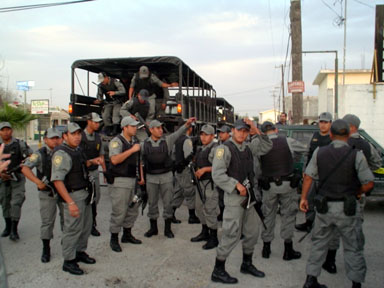
PFP em operação policial

Dentro da estratégia de desenvolvimento institucional na qual se insere o bom desempenho profissional resultante de novos processos de formação e treinamento, possuía três academias da Secretaria de Segurança Pública com o ensino direcionado para a legalidade, eficiência, profissionalismo e honradez :
- Escola Básica de Polícia

formação e capacitação básicas
- Escola superior de investigação

para aspirantes e policiais de carreira que desejem o aprimoramento profissional na área da inteligência policial
- Instituto de especialização em comando

de nível superior, destinado a formação de quadros de direção das forças públicas federais, locais ou municipais, seguindo normas internacionais e metodologías homologadas para a atuação uniforme segundo critérios de legalidade e confiabilidade.

## Equipamento

### Veículos
A PFP contava com mais de 1000 automóveis, além de embarcações para o desenvolvimento das suas tarefas. 

### Aeronaves
O treinamento dos pilotos de suas aeronaves é feito na Escola de Aviação Naval. Possui o avião Boeing 727-200 e os seguintes helicópteros:

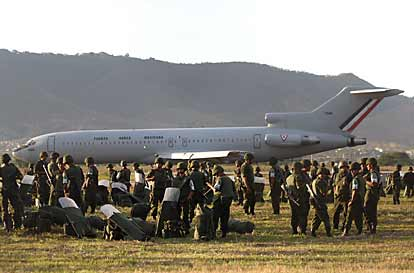
O Boeing 727-200 da PFP

-Mi-17/8's
-UH-60 Black Hawk
-MD 500

### Armamento
-Heckler & Koch G36
-Heckler & Koch MP5
-Heckler & Koch G3
-Heckler & Koch UMP
-Heckler & Koch USP
-Heckler & Koch MSG90
-M4A1 Carbine
-Glock pistols

## Grupo de Operações Especiais – Gopes
Com 87 integrantes, divididos em equipes de 8 ou 12 policiais, era a unidade de operações táticas da PFP, para o desempenho de missões em seqüestros, prisão de perigosos criminosos e narcotraficantes, de contra-terrorismo e contra o crime organizado.
O Gopes é uma força altamente adestrada em cursos do GEO (Espanha), RAID (França), FAMS (EUA) e do Corpo de Paraquedistas da Marinha do México.